# Pony Poindexter
Norwood "Pony" Poindexter (Nueva Orleans, Luisiana, 8 de febrero de 1926 – Oakland, California, 14 de abril de 1988) fue un saxofonista de jazz estadounidense.

## Biografía
Poindexter aprendió a tocar el clarinete en la escuela antes de cambiar al saxofón. En 1940 comenzó su carrera profesional con Sidney Desvigne y tras finalizar la Segunda Guerra Mundial, asistió al recién creado Candell Conservatory of Music en Oakland, California. Entre 1947 y 1950 tocó con Billy Eckstine. En 1950 formó parte de un cuarteto junto a Vernon Alley. Entre 1951 y 1952 se unió a la orquesta de Lionel Hampton con quien grabó varios discos y en 1952 trabajó con Stan Kenton. En 1953 formó en San Francisco su propia banda y Neal Hefti escribió el tema "Little Pony", llamado así en su honor, para la orquesta de Count Basie. Hacia finales de la década de 1950 colaboró en numerosas grabaciones para artistas como Charlie Parker, Nat King Cole, T-Bone Walker y Jimmy Witherspoon. A comienzos de los años 60 comenzó a tocar el saxofón soprano.
Participó en una sesión de grabación junto a Eric Dolphy y Dexter Gordon para Epic Records hacia 1962. Entre 1961 y 1964, formó parte del acompañamiento del grupo vocal Lambert, Hendricks & Ross. En 1963 se mudó a París y grabó con Annie Ross. Vivió en España durante ocho años, afincado primero en la isla de Ibiza y después en Castelldefels (Barcelona) donde tuvo la oportunidad de tocar junto a Tete Montoliu. Posteriormente se trasladó durante un breve periodo de tiempo a Alemania antes de regresar a Estados Unidos.
En 1980 tocó con la cantante Laurie Antonioli en su gira de despedida. Durante ocho meses recorrieron Europa pero unos días antes de ir a París a grabar con Kenny Drew, Poindexter sufrió un derrame cerebral. Antonioli lo ayudó a regresar a San Francisco. Habiendo perdido la capacidad para tocar el saxofón, ya solo pudo cantar en los últimos años de su carrera. Su última actuación tuvo lugar en 1986 en San Francisco y estuvo acompañado de Antonioli. En 1985 había publicado su autobiografía, titulada Pony Express.

## Discografía
- Pony's Express (Epic, 1962)
- Pony Poindexter Plays the Big Ones (New Jazz, 1963)
- Gumbo! (New Jazz, 1963) with Booker Ervin
- Annie Ross & Pony Poindexter (Saba, 1966)
- Alto Summit (MPS, 1968)
- The Happy Life of Pony (Session, 1969)
- Pony Poindexter En Barcelona (Spiral, 1972 re-issue Wah Wah Records 2000)
- Poindexter (Inner City, 1976)

Con Dexter Gordon
- Stella by Starlight (SteepleChase, 1966)

Con Jon Hendricks
- A Good Git-Together (Pacific, 1959)

Con Lambert, Hendricks & Ross
- The Hottest Group in Jazz (Columbia, 1959–62)

Con Wes Montgomery
- Far Wes (Pacific Jazz, 1958–59)